# Das Geheimnis der Geister von Craggyford
Das Geheimnis der Geister von Craggyford (englischer Originaltitel The Great Ghost Rescue) ist ein Kinderbuch von Eva Ibbotson. Der im Original 1975 veröffentlichte Roman erschien 2007 in deutscher Übersetzung im Verlag dtv junior.

## Handlung
Rick traut seinen Augen nicht, als eines Morgens eine ganze Gespensterfamilie auftaucht. Die Gespenster erhoffen sich Hilfe von ihm, denn sie sind in einer misslichen Situation: Ihr altes Spukschloss soll in einen Ferienpark umgebaut werden. Mit Zentralheizung, dabei ist so etwas gar nicht gut für die Geister. Nun stehen sie ohne ein Zuhause da. Was wird nur aus ihnen? Rick und die schlaue Barbara helfen ihnen. So kommt es, dass Rick und seine Geister auf eine abenteuerliche Reise ziehen, um nach London zum Premierminister zu kommen. Dort verlangen sie vom Premierminister ein „Geisterreservat“, das den Lebensraum der Geister schützt und in dem sie friedlich wohnen können. Lord Bullhaven bietet den Geistern großzügig an, auf seinen Ländereien in Schottland unterzukommen. Doch dann erweist sich Lord Bullhaven gar nicht als großzügig. Er arbeitet an der Vernichtung alles, was nicht nach Großbritannien passt, und in seinen Augen sind die Geister Ausländer. Die Geister sind in eine Falle getappt. Nur Rick kann sie noch retten. Doch wie sollen sie den beschwerlichen Weg zu Rick machen, wobei sie schon arg geschwächt sind? Wird Rick es noch schaffen, oder ist er zu spät?

## Hauptpersonen

### Menschen
- Rick: Der hilfsbereite und abenteuerlustige Junge, der den Geistern eine Unterkunft bringen will. Er macht sich sehr viele Gedanken über die Themen Klima und Artenschutz.
- Barbara: Ist das einzige Mädchen der Jungenschule. Sie darf am Unterricht teilnehmen, weil sie Tochter der Köchin ist und die Köchin wichtig für die Schule ist. Ein sehr schlaues Mädchen. Sie passt im Unterricht nicht auf, aber wenn der Lehrer eine Frage stellt, weiß sie die Antwort. Sie hilft Rick bei der Suche nach dem Geisterreservats.

### Geister
- Humphrey: Er ist ein niedlicher Geist mit rosa Ektoplasma.[Anm 1] Er freundet sich sofort mit Rick an. Seine Eltern haben Sorgen, dass er wohl nie gruselig wird. Doch er probiert beim Exorzismus,[Anm 2] Rick zu holen.
- George: Er ist ein schreiender Schädel.[Anm 3] Er ist der Bruder von Humphrey.
- Winifred: Sie ist ein Geist, der die ganze Zeit klagt. Deshalb wird sie auch „die wehklagende Winifred“ genannt. Sie klagt immer, weil sie sich mit einer Wasserschüssel, die vor ihr schwebt, ihre Blutflecken abwaschen will. Doch sie erreicht die Schüssel nie. Sie ist die Schwester von Humphrey und George.
- Der schwebende Kilt: Ein Geist, dem 1388 im Krieg von Otterborn seine Beine abgehackt worden. In seiner Brust steckt ein Schwert. Er ist der Vater von Humphrey, George und der wehklagenden Winifred. Seine Frau ist eine Hexe.
- Die Hexe: Sie ist die Mutter von George, Winifred und Humphrey. Ihr Körper verströmt immer irgendeinen ekelhaften Geruch. Sie macht sich Sorgen wegen Humphrey, weil er nicht schrecklich ist und liebt ihren Mann, den schwebenden Kilt, sehr.

## Verfilmung
Der Roman wurde im Jahr 2011 vom Regisseur Yann Samuell und dem Produzenten Adam Betteridge verfilmt.

## Ausgaben
- Eva Ibbotson: Das Geheimnis der Geister von Craggyford. Aus dem Englischen übertragen von Sabine Ludwig. Deutscher Taschenbuch Verlag, 2007, ISBN 978-3-423-71576-8